# 安平郡 (北魏)
安平郡，中国南北朝到隋朝的郡。
北魏置安平郡，治端氏县（今山西晋城市沁水县东），领端氏、获泽（山西晋城市阳城县）二县，属建州。北齐天保七年，泰宁郡废为永宁县来属，北周因之。隋开皇三年（583）废郡为获泽县（今山西晋城市阳城县）、端氏县（今山西晋城市沁水县东）、永宁县（今山西晋城市沁水县）三县，属泽州。